# Plectranthus veyretiae
Plectranthus veyretiae là một loài thực vật có hoa trong họ Hoa môi. Loài này được (Guillaumet & Cornet) Hedge miêu tả khoa học đầu tiên năm 1998.